# Martin Pringle
Martin Ulf Pringle (ur. 18 listopada 1970 w Göteborgu) – szwedzki piłkarz występujący na pozycji napastnika. Trener piłkarski.

## Kariera klubowa
Pringle karierę rozpoczynał w 1991 roku w trzecioligowym zespole Stenungsunds IF. W 1994 roku trafił do pierwszoligowego Helsingborgs IF. W tym samym roku dotarł z nim do finału Pucharu Szwecji. W 1995 roku wywalczył z zespołem wicemistrzostwo Szwecji. W Helsingborgu grał przez 3 sezony.
W 1996 roku Pringle przeszedł do portugalskiej Benfiki. W 1998 roku wywalczył z nią wicemistrzostwo Portugalii. Na początku 1999 roku został wypożyczony do angielskiego Charltonu Athletic. W Premier League zadebiutował 9 stycznia 1999 roku w przegranym 1:3 pojedynku z Southamptonem. 17 stycznia 1999 roku w zremisowanym 2:2 spotkaniu z Newcastle United strzelił pierwszego gola w Premier League.
W marcu 1999 roku za 800 tysięcy funtów Pringle został wykupiony przez Charlton Athletic z Benfiki. W tym samym roku spadł z zespołem do Division One. W 2001 roku wrócił z nim jednak do Premier League. W lutym 2002 roku przez tydzień grał na wypożyczeniu w Grimsby Town z Division One. Potem wrócił do Charltonu. W jego barwach nie zagrał jednak już ani razu i w listopadzie 2002 roku z powodu kontuzji zakończył karierę.

## Kariera reprezentacyjna
W reprezentacji Szwecji Pringle rozegrał 2 spotkania. Zadebiutował w niej 11 października 1995 roku w wygranym 2:0 towarzyskim meczu ze Szkocją. Po raz drugi w kadrze wystąpił 22 lutego 1996 roku w zremisowanym 1:1 towarzyskim pojedynku z Japonią. W tamtym spotkaniu strzelił także gola.